# Tania Ortiz
Tania Ortíz Calvo, född 30 oktober 1965, är en kubansk före detta volleybollspelare.
Ortiz blev olympisk guldmedaljör i volleyboll vid sommarspelen 1992 i Barcelona.